# 575. grenadirski polk (Wehrmacht)
575. grenadirski polk (izvirno nemško 575. Grenadier-Regiment; kratica 575. GR) je bil pehotni polk Heera v času druge svetovne vojne.

## Zgodovina
Polk je bil ustanovljen 15. oktobra 1942 s preimenovanjem 575. pehotnega polka; dodeljen je bil 304. pehotni diviziji. Uničen je bil januarja 1945.
Ponovno je bil ustanovljen marca 1945 s preimenovanjem 1247. grenadirskega polka.